# Luna (Isabela)
Luna is een gemeente in de Filipijnse provincie Isabela in het noordoosten van het eiland Luzon. Bij de laatste census in 2007 had de gemeente bijna 16 duizend inwoners.

## Geografie

### Bestuurlijke indeling
Luna is onderverdeeld in de volgende 19 barangays:
| - Bustamante - Centro 1 - Centro 2 - Centro 3 - Concepcion - Dadap - Harana - Lalog 1 - Lalog 2 - Luyao | - Macañao - Macugay - Mambabanga - Pulay - Puroc - San Isidro - San Miguel - Santo Domingo - Union Kalinga |

## Demografie
Luna had bij de census van 2007 een inwoneraantal van 15.884 mensen. Dit zijn 1.303 mensen (8,9%) meer dan bij de vorige census van 2000. De gemiddelde jaarlijkse groei komt daarmee uit op 1,19%, hetgeen lager is dan het landelijk jaarlijks gemiddelde over deze periode (2,04%). Vergeleken met de census van 1995 is het aantal mensen met 2.629 (19,8%) toegenomen.

De bevolkingsdichtheid van Luna was ten tijde van de laatste census, met 15.884 inwoners op 45,7 km², 347,6 mensen per km².